# Phyllanthus pohlianus
Phyllanthus pohlianus är en emblikaväxtart som beskrevs av Johannes Müller Argoviensis. Phyllanthus pohlianus ingår i släktet Phyllanthus och familjen emblikaväxter. Inga underarter finns listade i Catalogue of Life.